# Liste des seigneurs de Tourcoing
Tourcoing fut une seigneurie dépendante de la châtellenie de Lille durant tout le Moyen Âge et l'Ancien Régime. Elle disposait d'un château occupé la plupart du temps par le bailli seigneurial : en effet, après le XVe siècle, le seigneur féodal vint rarement à Tourcoing, même s'il entretenait d'excellentes relations avec les habitants depuis l'octroi du Concordat de 1294 par Guillaume de Mortagne.
La modeste seigneurie échut entre les mains de plusieurs familles nobles renommées, notamment les comtes de Lannoy  et les princes Croÿ.

## Maison de Gand-Alost (1081-1165)
- Baudouin II de Gand, seigneur d'Alost et de Tourcoing de 1081 à 1098.
- Baudouin III de Gand, dit le Barbu, seigneur d'Alost et de Tourcoing de 1098 à 1127, fils du précédent.
- Ywan de Gand, seigneur d'Alost et de Tourcoing de 1127 à 1145, frère cadet du précédent.
- Thierry de Gand, seigneur d'Alost et de Tourcoing de 1145 à 1165, fils du précédent.

## Maison d'Alsace (1166)
Thierry de Gand étant décédé sans héritier, le comte de Flandre Philippe d'Alsace obtint la garde de la seigneurie de Tourcoing durant l'année 1166.

## Maison de Bourbourg (1166-1194)
Par sa mère, Baudouin de Bourbourg (famille de Bourbourg) était un parent de Thierry de Gand. Il demanda donc son héritage à Philippe d'Alsace qui lui céda la terre de Tourcoing.
- Baudouin de Bourbourg, seigneur de Tourcoing.
- Gautier II de Bourbourg, seigneur de Tourcoing, frère cadet du précédent.
- Henri II de Bourbourg, seigneur de Tourcoing, mort en 1194, fils du précédent.
- Béatrix de Bourbourg, dame de Tourcoing, sœur du précédent.

## Maison de Guines (1194-1293)
Béatrix de Bourbourg était mariée au comte Arnould de Guînes, qui devint donc seigneur de Tourcoing.
- Arnould II de Guînes, seigneur de Tourcoing de 1194 à 1220.
- Baudouin III de Guînes, seigneur de Tourcoing de 1220 à 1244, fils du précédent.
- Arnould III de Guînes, seigneur de Tourcoing de 1244 à 1293, fils du précédent. Arnould III confirma en 1260 la donation faite par sa tante Mahaut de Guînes, veuve d'Hugues Ier de Châtillon, comte de Saint-Pol, de cinq bonniers et demi de terres pour fonder un hôpital à Tourcoing[1].
- Alix de Guines, dame de Tourcoing en 1293, fille du précédent.

## Maison deMortagne(1294-1346)
La famille de Guines s'étant endettée, Alix de Guines vendit sa terre de Tourcoing à Guillaume Ier de Mortagne, seigneur d'Audenaerde.
- Guillaume de Mortagne, seigneur de Dossemer et de Tourcoing de 1294 à 1321.
- Guillaume II de Mortagne, seigneur de Dossemer et de Tourcoing de 1321 à 1346, fils du précédent.
- Marie de Mortagne, dame de Tourcoing de 1346 à (environ) 1370, fille cadette du précédent.

### L'imbroglio tourquennois (1346-1371)
Marie de Mortagne était la seconde fille de Guillaume II de Mortagne. Elle se maria d'abord avec Jean du Fay, mais leur union fut dissoute et la dame se remaria avec un chevalier nommé Pierre Pascharis. Les deux hommes se querellaient pour savoir qui était le seigneur légitime de Tourcoing. Sur ce conflit s'ajouta l'intervention de la sœur aînée de Marie, Yolande de Mortagne, elle-même mariée à Gossuin du Quesnoy, qui revendiquaient eux aussi la seigneurie de Tourcoing. Malgré la médiation du roi de France Jean II le Bon en 1360, rien n'y fit, et à la mort de Marie de Mortagne vers 1370, Gossuin du Quesnoy se précipita pour s'emparer de Tourcoing (le fils de Marie, Jean d'Audenaerde, étant encore mineur). Le comte de Flandre Louis de Maele réagit immédiatement, confisqua la terre de Tourcoing et arrêta Gossuin du Quesnoy, lequel fit amende honorable et prêta serment d'être le «  tuteur et bon protecteur de son neveu Jean d'Audenaerde »(1371). Gossuin obtint la garde de la seigneurie de Tourcoing jusqu'à la majorité du jeune homme.
- Jean Ier d'Audenaerde, seigneur de Tourcoing, sous la garde de Gossuin du Quesnoy, à partir de 1371.

## Maison d'Audregnies
À la mort de Gossuin du Quesnoy, Yolande de Mortagne se remaria avec Jean de Ville, seigneur d'Audregnies. Jean d'Audenaerde fut évincé de la succession.
- Jean II de Ville, seigneur d'Audregnies et de Tourcoing de 1389 à 1396.

## Maison de Joigny (1396-1491)
- Jean III Blondel, seigneur de Joigny, d'Audenaerde et de Tourcoing.
- Oudart Ier Blondel, seigneur de Joigny, d'Audenaerde et de Tourcoing.
- Josse Ier Blondel, seigneur de Joigny, d'Audenaerde et de Tourcoing.

## Maison de Lannoy(1491-1610)
La Maison de Lannoy acquit la seigneurie de Tourcoing en 1491 et la ville entra dès lors dans le giron de cette influente famille au XVe et XVIe siècles.
- Baudouin VI de Lannoy (1388-1474) : chevalier de l' Ordre de la Toison d'or, gouverneur de Lille, Douai et Orchies, capitaine du Château de Lille, chambellan et grand-maître d'hôtel des Ducs de Bourgogne et de Brabant, seigneur de Tourcoing de 1491 à 1501. Un de ses descendants huguenots, Philippe de La Noye émigra en Amérique du Nord, et fonda une dynastie qui donna deux Présidents des États-Unis : Ulysses S. Grant et Franklin Delano Roosevelt.
- Philippe Ier de Lannoy, seigneur de Molenbaix et de Tourcoing de 1501 à 1543, petit-fils du précédent[3].
- Baudouin VII de Lannoy, dit Monsieur de Tourcoing : chevalier de la Toison d'Or, gentilhomme de la bouche de l'Empereur germanique, conseiller de Charles Quint, grand bailli de Tournai et de Saint-Amand-les-Eaux, capitaine du Château de Gand, seigneur de Tourcoing de 1543 à 1559, second fils du précédent.
- Philippe II de Lannoy, seigneur de Tourcoing de 1559 à 1594, fils du précédent.
- François Ier de Lannoy, seigneur de Tourcoing de 1559 à 1603, fils du précédent, décédé sans héritier.
- Yolande de Lannoy, dame de Tourcoing de 1603 à 1610, tante du précédent.

## Maison de Croÿ(1610-1789)
Mariée depuis 1560 avec Jacques de Croÿ, Yolande de Lannoy amena la seigneurie de Tourcoing, ainsi que le château de Solre, dans l'orbite de l'influente Maison de Croÿ. À la mort de Yolande, c'est son fils qui lui succède en tant que seigneur :
- Philippe III de Croÿ, seigneur de Tourcoing de 1610 à 1612, 1er comte de Solre-le-Château (3 novembre 1590[4]), seigneur de Sempy, baron de Beaufort, fils de la précédente.
- Charles Ier Philippe de Croÿ, seigneur de Tourcoing de 1612 à 1626, fils du précédent.
- Philippe IV François de Croÿ : gouverneur et capitaine du château de Tournai, grand bailli de Tournai, Mortagne et Saint-Amand les Eaux, duc d'Havré et seigneur de Tourcoing de 1626 à 1650, frère cadet du précédent.

C'est à partir de Philippe II de Croÿ que les seigneurs de Tourcoing furent également ducs d'Havré (petite ville près de Mons, dans le Hainaut).
- Marie-Claire de Croÿ, duchesse d'Havré et dame de Tourcoing durant la minorité de son fils de 1650 à 1664, épouse du précédent.
- Ferdinand Ier de Croÿ, général des armées espagnoles lors de la guerre de Dévolution, duc d'Havré et seigneur de Tourcoing de 1664 à 1694, fils des deux précédents; il fut l'un des quatre fondateurs de l'Institution libre du Sacré-Cœur en 1666.
- Charles II Antoine de Croÿ, grand d'Espagne, colonel des gardes wallonnes du roi Philippe V d'Espagne, lieutenant général des armées espagnoles, prince du Saint-Empire, duc d'Havré et seigneur de Tourcoing de 1694 à 1710, tué à la bataille de Saragosse, sans postérité.
- Jean-Baptiste Ier de Croÿ (en) (1686-1737), grand d'Espagne, prince et maréchal du Saint-Empire, chevalier de la Toison d'Or, colonel des Gardes wallonnes, marquis de Wailly, duc d'Havré et seigneur de Tourcoing de 1710 à 1727, frère cadet du précédent.
- Louis-Ferdinand Ier de Croÿ, maréchal de camp de l'armée française sous Louis XV, duc d'Havré et seigneur de Tourcoing de 1727 à 1761, fils du précédent.
- Joseph Ier de Croÿ, chevalier de la Toison d'Or, colonel du régiment d'infanterie de Flandre française, maréchal de camp, duc d'Havré et seigneur de Tourcoing de 1761 à 1789, fils du précédent.

Joseph de Croÿ fut le dernier seigneur de Tourcoing : son titre et ses fonctions furent abolies lors de la Révolution, comme tous les privilèges d'Ancien Régime.
Le château, dit Château du Bailli, manoir fortifié qui remontait à l'an mil, et restauré par Joseph de Croÿ, fut abandonné à partir de 1789 et connut de graves dégradations au XIXe siècle. Le bâtiment et ses douves prenant trop de place dans le centre-ville d'une commune en pleine expansion grâce à la Révolution industrielle, la municipalité le fit raser en 1877. Ainsi disparaissait le dernier vestige de la seigneurie féodale.